# Delphine Marien
Delphine-Daphné Marien (27 maart 2002) is een Belgisch hockeyster.

## Levensloop
Marien verdedigt sinds haar jeugd de kleuren van KHC Dragons. Met deze club behaalde ze tweemaal (2022 en 2023) de eindwinst in de Club Trophy. Zelf moest ze in 2022 tijdens de finale tegen het Duitse TSV Mannheim evenwel aan de kant blijven met een polsblessure.
Daarnaast is ze sinds 2021 actief bij het Belgisch hockeyteam. Met de Red Panthers nam ze onder meer deel aan het Europees kampioenschap van 2023. Op dit EK won ze zilver met de nationale equipe.
Marien is afkomstig uit Kapellen. Ook haar beide zussen Ophélie en Alix zijn actief in het hockey.